# 百步溪矴步
百步溪矴步，位于中国福建省霞浦县松港街道下村，为一个霞浦县级文物保护单位，类型为古建筑，公布时间为2010年11月。
百步溪矴步始建于明朝，得名于矴步有一百级石阶，矴步两侧有护栏。